# Młynne (dopływ Ochotnicy)
Młynne – potok, lewy dopływ rzeki Ochotnica o długości około 8 km i średnim spadku 65 m/km. Cała jego zlewnia znajduje się na terenie sołectwa Młynne należącego do miejscowości Ochotnica Dolna w województwie małopolskim, w powiecie nowotarskim, w gminie Ochotnica Dolna. Wypływa na wysokości około 981 m na Gorcu Młynieńskim, na południowo-wschodnich stokach Gorca. Spływa w południowo-wschodnim kierunku głęboką doliną. Orograficznie lewe zbocza tej doliny tworzy grzbiet biegnący od Gorca przez Wierch Bystrzaniec, Lelonek, przełęcz Wierchmłynne, Zdzar, Koń i Goły Wierch, prawe grzbiet Strzelowskie. Na przysiółku Chrobaki uchodzi do niego z lewej strony, spod przełęczy Wierch Młynne główny dopływ. Po przyjęciu go potok Młynne zmienia kierunek na południowy i na wysokości 490 m uchodzi do Ochotnicy.
Wzdłuż koryta Młynnego prowadzi asfaltowa szosa. Dolna część potoku jest uregulowana hydrotechnicznie. M.in., są na potoku liczne progi i zapory zwalniające jego bieg, bowiem z powodu dość dużego spadku potok w czasie wysokiego stanu wód potok czynił duże spustoszenia, niszcząc drogę i podmywając domy zlokalizowane w jego dolinie.
W dniach 22–23 grudnia 1944 roku w dolinie Młynnego miała miejsce Krwawa Wigilia w Ochotnicy Dolnej podczas których to wydarzeń oddział SS wymordował 56 mieszkańców Ochotnicy.

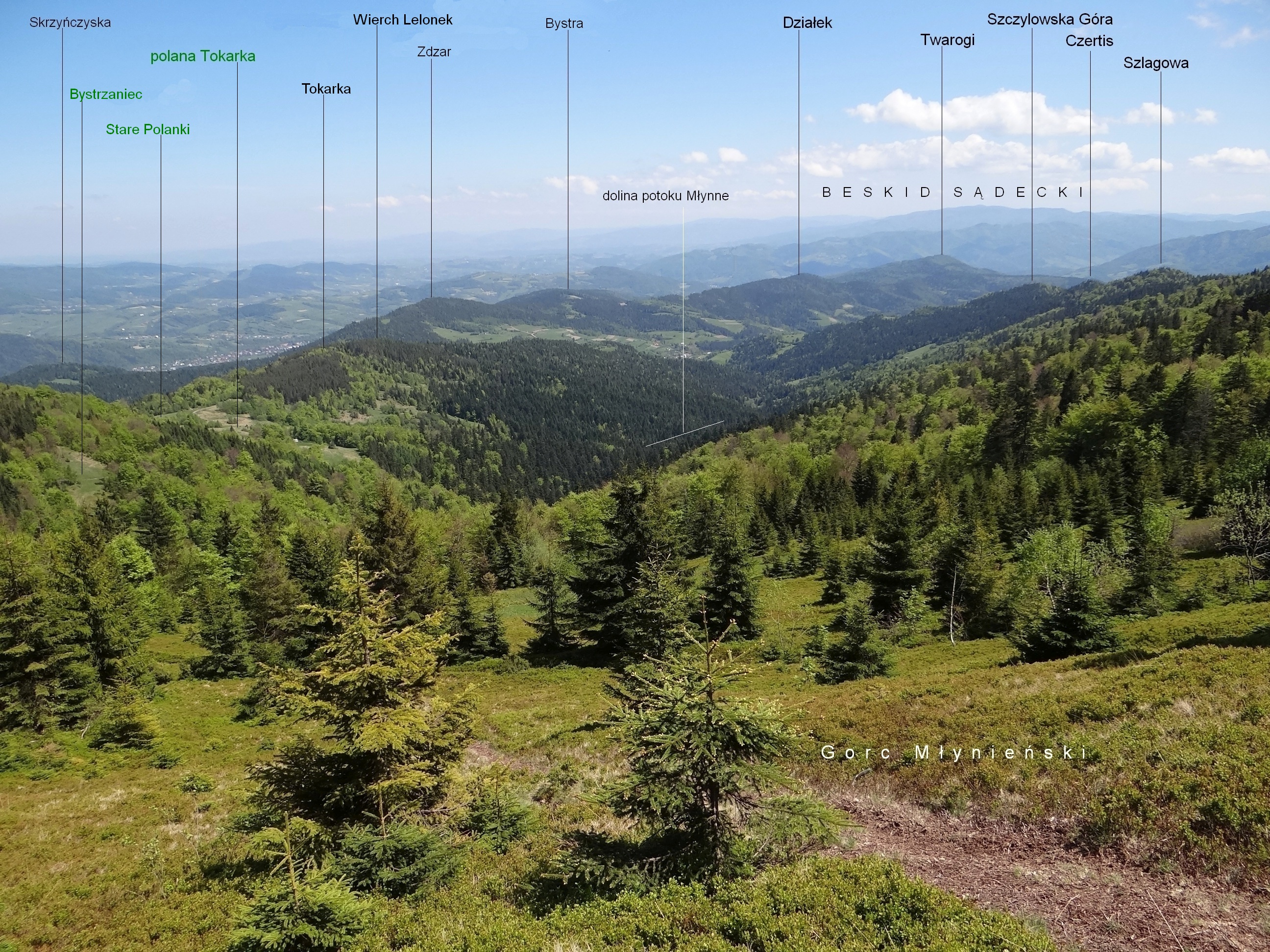
Widok z hali Gorc Młynieński na dolinę potoku Młynne